# الاتحاد العراقي لكرة القدم
الاتحاد العراقي لكرة القدم وهو الهيئة المسؤولة عن رياضة كرة القدم في العراق، والمسؤولة عن المنتخب العراقي لكرة القدم ودوري نجوم العراق. انضم الاتحاد للاتحاد الدولي لكرة القدم في عام 1950، وللاتحاد الآسيوي لكرة القدم في 1970، الاتحاد العربي لكرة القدم في 1974، اتحاد غرب آسيا لكرة القدم في 2001، واتحاد كأس الخليج العربي لكرة القدم في 2016.

## التاريخ

أول شعار لاتحاد كرة القدم العراقي.

تشكل الاتحاد العراقي لكرة القدم في 8 تشرين الأول 1948، وكان ثالث اتحاد رياضي يشكل بعد الاتحاد العراقي لالعاب القوى والاتحاد العراقي لكرة السلة. بدأت فكرة تشكيل اتحاد كرة القدم خلال دورة الالعاب الاولمبية لعام 1948.

### الإدارة الأولى
تأسَّسَ في 8 أكتوبر 1948 بعد حضور ممثلي أربعة عشر نادياً اجتماعاً تمت فيه انتخابات أسفرت عن اختيار عبيد الله المضايفي كأول رئيسٍ للإتحاد ليضم في عضويته سعدي جاسم كأمينٍ للسر، ومحمد سعيد واصف وضياء حبيب كأعضاء، ومصطفى القلمجي كأمين للصندوق، حيثُ تم حينذاك تشكيل ثلاثة فروع في كل من الموصل وكركوك والبصرة، لكونها كانت أولى المدن العراقية ممارسة لكرة القدم، فالموصل بوابة العراق إلى أوربا، والبصرة ميناء العراق الوحيد فتعلّموا كرة القدم من البحارة الإنجليز، وكركوك كانت تزخر بالعمال الإنجليز في شركة النفط.

## المسؤوليات
تقع على عاتق الاتحاد العراقي المركزي لكرة القدم مسؤلية إدارة لعبة كرة القدم في البلد بكافة جوانبها من منافسات والمنتخبات الوطنية وكذلك إدارة أعمال اللجان المنظوية تحت مسمى الاتحاد.
- كرة القدم الرجالية
- كرة الصالات
- كرة القدم الشاطئية
- كرة القدم النسائية

### البطولات والمنافسات المحلية
- دوري نجوم العراق
- الدوري العراقي الممتاز
- كأس العراق
- كأس السوبر العراقي
- دوري المحترفين لكرة القدم للصالات
- الدوري العراقي لكرة القدم الشاطئية
- الدوري العراقي تحت 19 عام (دوري الشباب)
- الدوري العراقي تحت 17 عام (دوري الناشئين)

### المنتخبات الوطنية
- منتخب العراق لكرة القدم
- منتخب العراق لكرة القدم ( للسيدات)
- منتخب العراق للكرة الشاطئية
- منتخب العراق لكرة الصالات
- منتخب العراق للناشئين لكرة الصالات (للسيدات) (تحت 17 عام)
- منتخب العراق الأولمبي لكرة القدم (تحت 23 عام)
- منتخب العراق للشباب لكرة القدم (تحت 20 عام)
- منتخب العراق للناشئين لكرة القدم (تحت 17 عام)

## الهيكل الإداري للاتحاد
يتكون مجلس الاتحاد من 13 شخصا (رئيس اتحاد، نائبا رئيس الاتحاد، 10 أعضاء اتحاد) يتم انتخابهم بصورة مباشرة من قبل أعضاء الهيئة العامة لاتحاد كرة القدم. ويكون مجلس الاتحاد مسؤل عن تسيير أعمال الاتحاد كافة عن طريق لجان فنية وادارية ومالية... الخ.

## رؤساء الاتحاد
قائمة برؤساء الاتحاد العراقي لكرة القدم منذ تأسيسة في عام 1948 حتى الآن:
| الرئاسة | الرئيس            | تولى المنصب | ترك المنصب |
| ------- | ----------------- | ----------- | ---------- |
| 1       | عبد الله المضايفي | 1948        | 1952       |
| 2       | أكرم فهمي         | 1953        | 1954       |
| 3       | سعدي حسين الدوري  | 1954        | 1955       |
| 4       | إسماعيل محمد      | 1955        | 1956       |
| 5       | هادي عباس         | 1956        | 1959       |
| 6       | أديب نجيب         | 1959        | 1961       |
| 7       | عادل بشير         | 1961        | 1964       |
| 8       | فهد جواد الميرة   | 1964        | 1968       |
| –       |                   | 1968        | 1976       |
| 9       | مؤيد البدري       | 1976        | 1977       |
| 10      | هشام عطا عجاج     | 1977        | 1980       |
| 11      | سوريان توفيق      | 1980        | 1984       |
| 12      | صباح ميرزا محمود  | 1984        | 1985       |
| 13      | عدي صدام حسين     | 1985        | 1988       |
| 14      | كريم محمود الملا  | 1988        | 1990       |
| 15      | عدي صدام حسين     | 1990        | 2003       |
| 16      | أحمد راضي         | 2003        | 2004       |
| 17      | حسين سعيد         | 2004        | 2011       |
| 18      | ناجح حمود         | 2011        | 2014       |
| 19      | عبد الخالق مسعود  | 2014        | 2020       |
| 20      | أياد بنيان محمد   | 2020        | 2021       |
| 21      | عدنان درجال       | 2021        | الآن       |

## وصلات خارجية
- الموقع الرسمي
- موقع الكرة العراقية